# Gourara

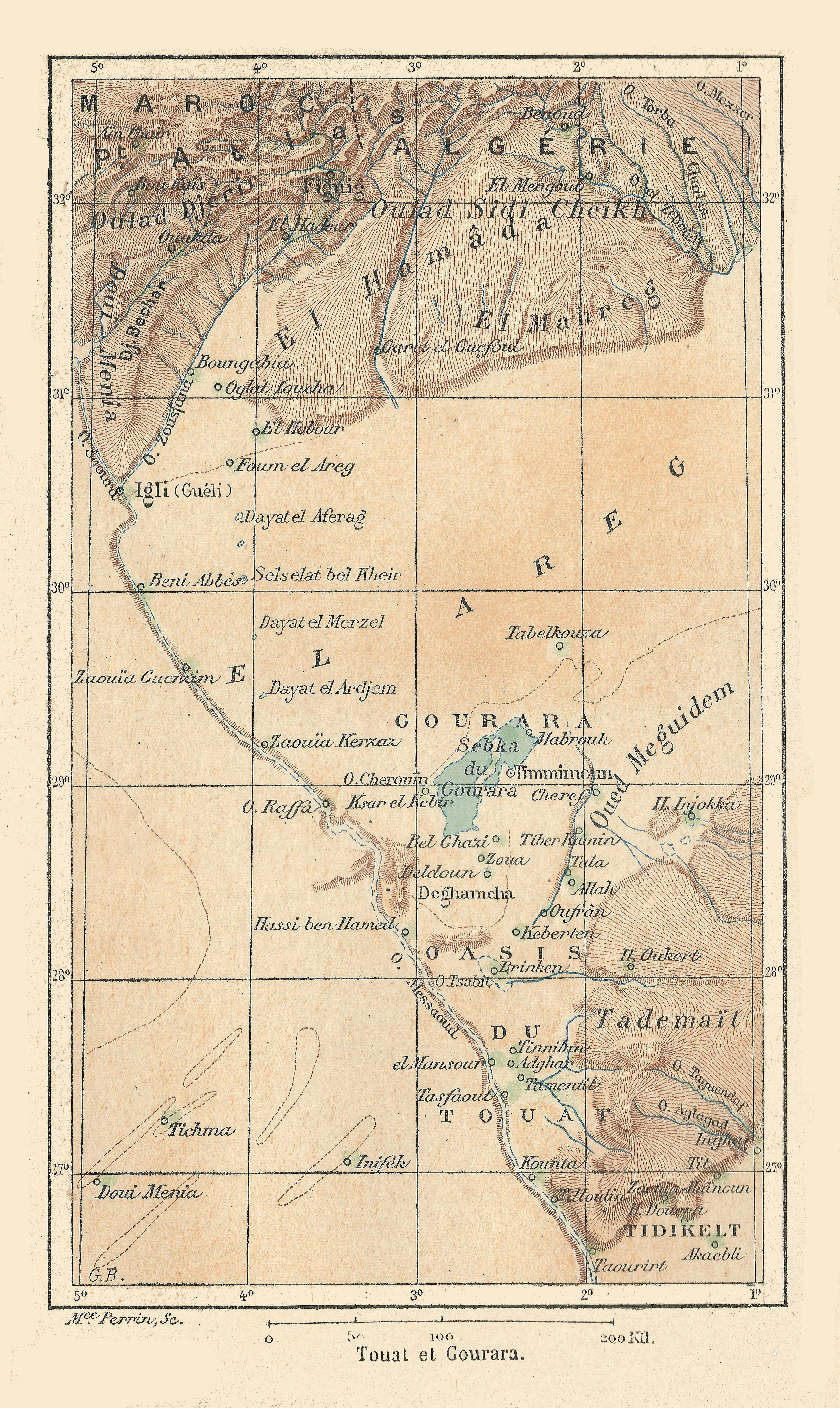
Le Touat & le Gourara en 1894.

Le Gourara (en amazigh : Tigurarin) est une région d'Algérie formée d'un ensemble d'oasis. Cerné par le Grand Erg occidental (au nord), le Touat et la Saoura (à l'ouest) et le plateau de Tademaït (au sud et à l'est) - immense étendue plate et pierreuse qui la sépare du Tidikelt (au sud - wilaya d'In Salah). 
Tout comme les régions voisines, cette région utilise le système d'irrigation des foggaras (système de captation des eaux d'infiltrations). Sa capitale est Timimoun. Dans les oasis, le berbère zénète est toujours utilisé par ses habitants.

## Étymologie
Le nom amazigh de la région est Tigurarin, et sa forme arabisée est Gourara. M. Mammeri considère que Gourara est « le féminin pluriel d’un terme commun au berbère du Nord, agrur, qui désigne d’abord l’enclos où l’on resserre le troupeau pour la nuit, par suite l’enceinte, la surface délimitée par des pierres ; en guanche (berbère des îles Canaries) « tagoror » désignait, par transfert de sens, l’assemblée du peuple »,.

## Populations
Les habitants primitifs des oasis du Gourara furent des populations noires vraisemblablement qui passèrent progressivement à partir des IVe et Ve siècles sous la domination de berbères Zénètes, qui se sédentarisent. Au côté de cette population berbère, vivait une population juive. À partir du XIIe siècle, des populations arabes s'installent dans les oasis. Plus récemment, des populations nomades issues de l’Oued Righ, du pays Châamba et des zones steppiques algéro-oranaises, puis des réfugiés du nord maghrébin, s’implantent dans le Gourara. Les installations progressives de populations nomades modifiaient la structure sociale de dominance Zénète.

## Villes et localités du Gourara
- Timimoun, Aougrout, Ajdir, Tinerkouk, Ouled Saïd, Charouine, M'guiden.